# Wechselperiode
Wechselperiode, Transferperiode oder Transferfenster nennt man im Fußball die Zeiträume, in denen ein Spieler zu einem neuen Verein wechseln darf (sog. Transfer). Die Einrichtung von genau zwei Wechselperioden pro Jahr mit einer Länge von zwölf Wochen zwischen zwei Spielzeiten und vier Wochen zu Beginn der Rückrunde wird durch die FIFA verlangt. Innerhalb weiter Teile der UEFA haben sich für die zwei Transferfenster die Zeiträume zum formalen Saisonbeginn am 1. Juli bis zum 31. August (Wechselperiode I, „Sommer“) sowie im Winter zu Beginn des Kalenderjahres vom 1. bis zum 31. Januar (Wechselperiode II, „Winter“) etabliert, wobei die exakten Datierungen leicht abweichen können; etwa dann, wenn der 31. August oder der 31. Januar auf einen Sonntag fällt. Der letzte Tag einer Wechselperiode wird von den Medien auch als Deadline Day bezeichnet.
In vielen anderen Sportarten gibt es ebenfalls solche Transferperioden, auch hinsichtlich eines Nationenwechsels.

## Situation in Deutschland
In Deutschland sind die Wechselperioden für Amateur- und Vertragsspieler seit den 1990er Jahren einheitlich geregelt: Analog zu den im UEFA-Gebiet weitgehend einheitlichen Zeiträumen werden auch im Amateurbereich die Transferperioden entsprechend festgelegt. Die Wechselperioden sind dementsprechend auch in den Amateurklassen für die Zeiträume vom 1. Juli bis 31. August („Sommer“) sowie vom 1. bis 31. Januar („Winter“) festgesetzt. In Jahren, auf denen das Ende der Transferperiode nicht auf einen Bankarbeitstag fällt, wird die Periode im Regelfall auf den ersten folgenden Bankarbeitstag verlängert.
Aufgrund der Corona-Pandemie hatte der Deutsche Fußball-Bund, in Abstimmung mit der FIFA, für das Sommertransferfenster 2020 eine zeitliche Anpassung vorgenommen. Es öffnete zunächst nur für den 1. Juli 2020, anschließend gab es ein zweites Zeitfenster vom 15. Juli bis 5. Oktober 2020.
Spieler, die zum Ablauf von Wechselperiode I bei keinem Verein verpflichtet waren, dürfen sich jedoch auch vor Beginn der Wechselperiode II einem Verein anschließen.
Die weiteren Regelungen zum Transfer eines Spielers sind in den entsprechenden Spielordnungen der Bundes- und Landesverbände festgelegt. Im deutschen Profifußball müssen die Anträge bis um 12 Uhr und die vollständigen Vertragsunterlagen bis 18 Uhr des letzten Tages der Wechselperiode bei der Deutschen Fußball Liga eingereicht worden sein. Voraussetzung für einen Wechsel eines in Deutschland aktiven Spielers war es bis 2015, dass der Spieler zuvor auf der Transferliste der DFL gestanden hat. 2015 wurde das nichtöffentliche Onlinesystem TOR eingeführt, welches die Transferliste nicht mehr nötig macht.

## Abweichende Transferfenster in anderen Staaten
Im Sommer 2008 machte eine Abweichung in Frankreich Schlagzeilen, als der französische Landesverband den Beginn der Transferperiode auf den 25. Mai festsetzte. Da eine erhoffte Ausnahmeregelung der FIFA ausblieb, musste das Transferfenster nach dem Ablauf von zwölf Wochen geschlossen werden, weshalb die französischen Klubs nur bis zum 17. August Spieler verpflichten konnten.
Im Jahr 2009 kam es insbesondere in Schweden zu Diskussionen, da die Regel für im Kalenderjahr spielende Verbände (die Saison läuft also vom 1. Januar bis zum 31. Dezember – dies ist insbesondere in nördlichen Staaten zur besseren Ausnutzung der langen Tage des Sommers üblich) bedeutet, dass die lange, zwölfwöchige Transferperiode in den Winter fällt und im Sommer nur ein Monat für Transfers zur Verfügung steht. Damit riskieren die Vereine, dass wichtige Spieler nach Ende des einmonatigen Transferfensters wechseln, ohne dass Ersatz verpflichtet werden kann. Ein in Zusammenarbeit zwischen Svensk Elitfotboll und dem Svenska Fotbollförbundet erarbeiteter Vorschlag mit einer Aufteilung von jeweils acht Wochen wurde von der FIFA abgelehnt. Die Transferperiode im Sommer wurde daher in Schweden ebenfalls mit Abschluss zum 31. August festgelegt.